# 第29軍 (日本軍)
第29軍（だいにじゅうきゅうぐん）は、大日本帝国陸軍の軍の一つ。
1944年1月6日に編制され、同月15日に南方軍の戦闘序列に編入、マレー半島のタイピンに配備された。同年3月27日、第7方面軍に編入。
本軍団は主に半島マレーシア北部およびタイ深南部（タイに編入されていたクランタン州・トレンガヌ州含む）の守りを担当。終戦までタイピンを拠点に活動し、大英帝国陸軍に引き継いで任務を完遂した。

## 軍概要
- 通称号：定（てい）
- 編成時期：1944年1月6日
- 最終位置：タイピン
- 上級部隊：南方軍 → 第7方面軍

### 歴代司令官
- 石黒貞蔵 中将：1944年1月7日 -

### 歴代参謀長
- 藤村益蔵 少将：1944年1月7日 -
- 川原直一 少将：1945年2月1日 -

### 最終司令部構成
- 司令官：石黒貞蔵中将
- 参謀長：川原直一少将
- 参謀兼軍政監部総務部長：梅津広吉少将[1]
- 高級参謀：小栗軍二大佐
- 高級副官：牛尾国成大佐
- 兵器部長：川村順亮大佐
- 経理部長：野村義文主計大佐
- 軍医部長：大坪美登軍医大佐
- 獣医部長：矢野康夫獣医大佐
- 法務部長：三木幸雄法務中佐

### 最終所属部隊
- 第94師団
- 独立混成第35旅団：佐藤為徳少将
- 独立混成第36旅団：斎俊男少将
- 独立混成第37旅団：皆伝武久少将
- 独立混成第70旅団：小田正人少将
- 戦車第15連隊（カーニコバル島）：福田林次中佐
- 独立戦車第29大隊：宮地辰巳少佐
- 独立野砲兵第1大隊：坂上繁雄中佐
- 第29軍憲兵隊（タイピン）：児島正範少将
- 第3通信隊司令部（タイピン）

兵站部隊 　 　
- 第16野戦輸送司令部：本間幸太郎大佐　 
  - 特設自動車第16大隊
- 南方第8陸軍病院（クアラルンプール）：今村朔雄軍医大佐
- 第130兵站病院（ポートブレア）：伊藤秀雄軍医中佐
- 第131兵站病院（カーニコバル島）：渡辺純一軍医中佐
- 第135兵站病院（カモルタ島）：稲田精一軍医大佐

第29軍補給廠
- 第29軍野戦兵器廠
- 第29軍野戦自動車廠
- 第29軍野戦貨物廠